# 太田渉
太田 渉（おおた わたる、1981年3月14日 - ）は、大阪府出身の元サッカー選手、サッカー指導者である。

## 経歴
大阪産業大学附属高等学校卒業後、ブラジルに2年間のサッカー留学を経験。2年目にはプロ契約を勝ち取った。帰国後の2001年、ヴァンフォーレ甲府に入団。吾妻弘将や川北裕介に次ぐ第3GKとしての加入のため、ベンチ入りも出来ない状態が続いたが、同年7月11日に対サガン鳥栖戦でデビュー。デビュー後は6試合連続でプレーしたものの、ヴァンフォーレは試合に勝つことができず、再び吾妻にポジションを奪われ、吾妻が10月以降外れた試合でも川北が起用されるようになり、太田はその後の試合で起用されることはなかった。シーズン終了後契約期間満了により退団。
2002年、日本サッカーリーグクラブ愛媛FCに移籍。2004年シーズンの終わりに引退した。
引退後は、高校サッカー、Jリーグクラブの全国各地でGKコーチを歴任している。

## 個人成績
| 国内大会個人成績 | 国内大会個人成績 | 国内大会個人成績 | 国内大会個人成績 | 国内大会個人成績 | 国内大会個人成績 | 国内大会個人成績 | 国内大会個人成績 | 国内大会個人成績 | 国内大会個人成績 | 国内大会個人成績 | 国内大会個人成績 |
| 年度             | クラブ           | 背番号           | リーグ           | リーグ戦         | リーグ戦         | リーグ杯         | リーグ杯         | オープン杯       | オープン杯       | 期間通算         | 期間通算         |
| 年度             | クラブ           | 背番号           | リーグ           | 出場             | 得点             | 出場             | 得点             | 出場             | 得点             | 出場             | 得点             |
| 日本             | 日本             | 日本             | 日本             | リーグ戦         | リーグ戦         | リーグ杯         | リーグ杯         | 天皇杯           | 天皇杯           | 期間通算         | 期間通算         |
| ---------------- | ---------------- | ---------------- | ---------------- | ---------------- | ---------------- | ---------------- | ---------------- | ---------------- | ---------------- | ---------------- | ---------------- |
| 2001             | 甲府             | 22               | J2               | 6                | 0                | 0                | 0                |                  |                  |                  |                  |
| 通算             | 日本             | 日本             | J2               | 6                | 0                | 0                | 0                |                  |                  |                  |                  |
| 総通算           | 総通算           | 総通算           | 総通算           | 6                | 0                | 0                | 0                |                  |                  |                  |                  |

## 指導歴
- 2005年 - 2015年 JAPANサッカーカレッジ GKコーチ / 講師
- 2015年  大阪桐蔭高等学校サッカー部 / 大阪産業大学サッカー部 GKコーチ
- 2016年 - 2019年 ブラウブリッツ秋田 GKコーチ
- 2020年 - 2021年 FC岐阜 GKコーチ
- 2024年 - 相生学院高等学校サッカー部　GKコーチ